# Seznam nikaragovskih nogometašev
Seznam nikaragvanskih nogometašev.

## A
- Elvis Raul Balladares Arancibia
- Armando Ismael Reyes Abella

## B
- Williams David Mendieta Baltodano
- Lester Josue Zarate Bonilla

## C
- Denis Jesús Espinoza Camacho
- Juan Carlos Vilchez Castillo
- Roger Mejia Cortez

## G
- Milton Angel Bustos Garcia
- Carlos Rigoberto Alonso Gómez
- Hevel Manuel Quintanilla Gonzalez

## L
- Heustace Martin López
- Carlos Reynaldo Mendieta López
- Miguel Angel Sánchez López
- Ezequiel Jerez Luna

## M
- Miguel Angel Masis
- José Angel Carballo Muñoz

## N
- Rudel Alessandro Calero Nicaragua

## P
- Eddy Antonio Jimenez Pineda

## R
- Silvio Ernesto Avilés Ramos
- Jaime Raúl Ruiz Ramos
- Mario Francisco Acevedo Ruiz

## S
- David Sebastián Solórzano Sánchez
- Tyron Manuel Acevedo Selva

## T
- José Denis Rocha Torres

## V
- Sergio Ivan Rodríguez Vilchez